# Écomusée Te Fare Natura
L'Écomusée Te Fare Natura est situé dans le Baie d'Opunohu sur l'île de Moorea en Polynésie Française. Son objectif de présenter les connaissances scientifiques et culturelles sur les écosystèmes insulaires polynésien et plus généralement du Pacifique Sud. Exploité par l'École pratique des hautes études (EPHE) et inauguré le 27 juillet 2021 par le Président Emmanuel Macron, Te Fare Natura est né d'une idée originale des chercheurs du Centre de Recherches Insulaires et Observatoire de l'Environnement (CRIOBE) et soutenu par le Gouvernement de Polynésie française. 

## Architecture

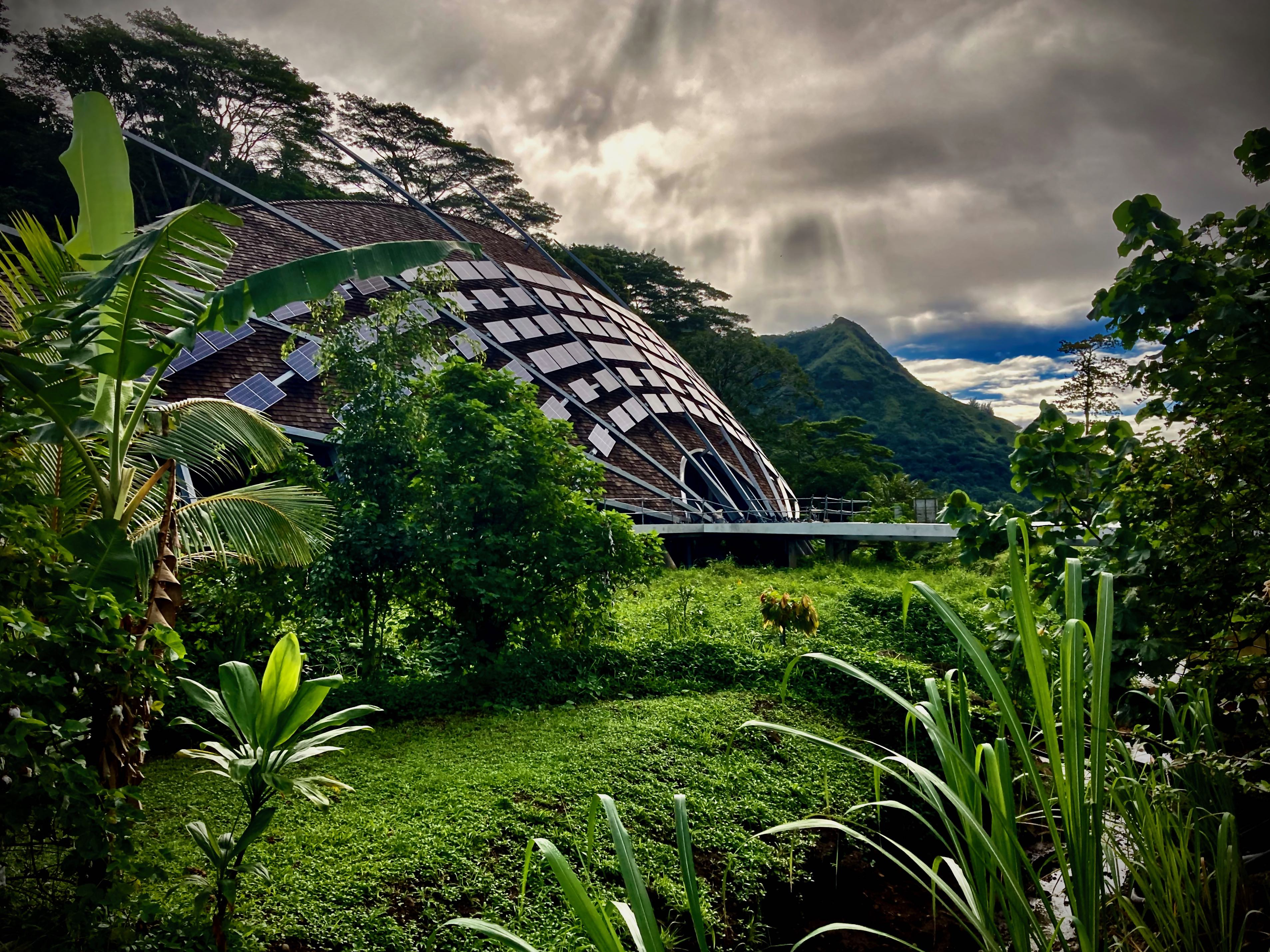
L'écomusée Te Fare Natura vu du Criobe

L'Écomusée Te Fare Natura a été imaginé par l'architecte océanographe Jacques Rougerie. Il s'inspire de la forme d'une conque et d'un arbre du voyageur, symbolisant ainsi la complémentarité entre les écosystèmes marins et terrestres.
Le bâtiment est une structure bioclimatique ventilée par les deux vents les plus courants dans la vallée de 'Opunohu : le vent venant de la mer en journée, accéléré dans la baie par effet Venturi et le vent catabatique descendant de la montagne la nuit, appelé hupe en tahitien. La conjonction de ces deux phénomènes, associé à une voute haute de près de 15 mètres, permet d'abaisser la température du bâtiment de 3 à 5°C par rapport à l'extérieur, permettant ainsi de se passer de climatisation.
Les panneaux solaires situés sur le toit du bâtiment présentent une puissance installée de 32,54 kWp, et permettent de couvrir une partie des besoins électriques du musée en journée.
La maitrise d'ouvrage déléguée a été assurée par l'établissement Grand Projet de Polynésie pour le compte du ministère du Tourisme du gouvernement de Polynésie Française.

## Scénographie et muséographie
La maitrise d’œuvre de la scénographie a été réalisée par l'agence Arc-en-Scène, associée aux entreprises Umanimation, Ocean View VR et Anamnesia. Les outils de médiation du musée sont pensés pour permettre aux visiteurs une variété d'approches des connaissances, regroupant des dispositifs d'immersion, d'observation, de jeu ou encore de sensation.

### Les aquariums écotypiques

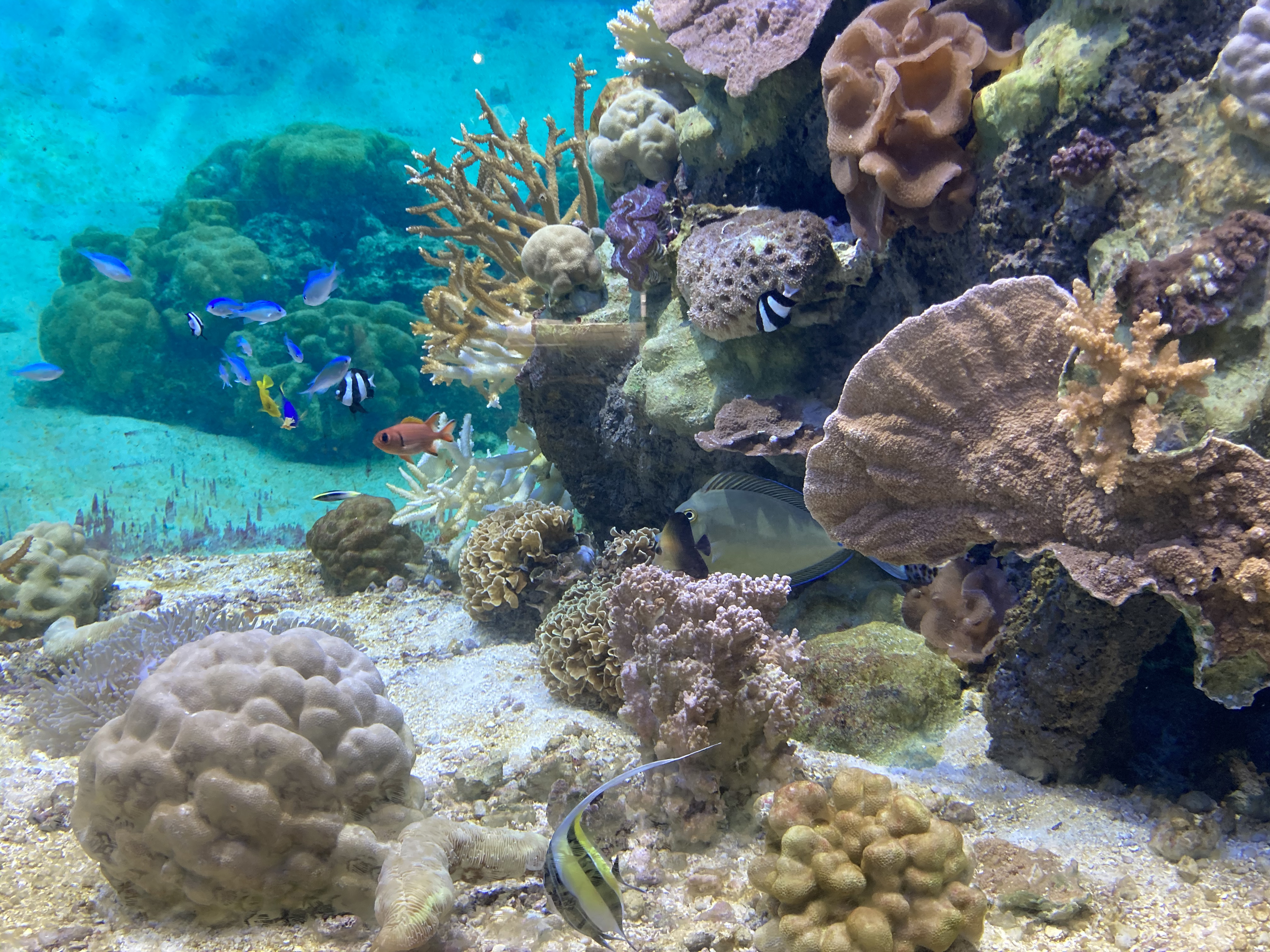
L'aquarium lagon de l'écomusée Te Fare Natura

L'Écomusée présente quatre aquariums écotypiques pensés pour représenter le plus fidèlement possible les écosystèmes de l'île de Moorea. Les aquariums sont en connexion direct avec le lagon par un tuyau de 900 mètres long qui pompe l'eau au niveau de la passe pour alimenter les bacs du centre de recherche et ceux de l'écomusée. Ce dispositif permet de disposer en permanence dans les aquariums de la même eau que dans le lagon. Les espèces de poissons présentées dans les bacs sont des juvéniles ou des adultes de taille inférieure à 15 cm, afin qu'ils conservent leur comportement naturel dans les aquariums, ils sont relâchés dans le lagon lorsque leur taille devient trop grande pour le bac.
Les aquariums représentent 4 écosystèmes :
- la mangrove, faisant le lien entre la terre et la mer, avec notamment des crabes et des nurseries de poissons ;
- le lagon, mettant en scène des poissons multicolores et des coraux issus des tables de bouturage du CRIOBE ;
- la récif, avec une reproduction des turbulences crées à cet endroit de la barrière récifale par les vagues et les courants ;
- le mésophotique, un milieu de "moyenne lumière", situé entre 50 et 100 m de profondeur, sur la pente externe de l'océan.

### LeNaturascope

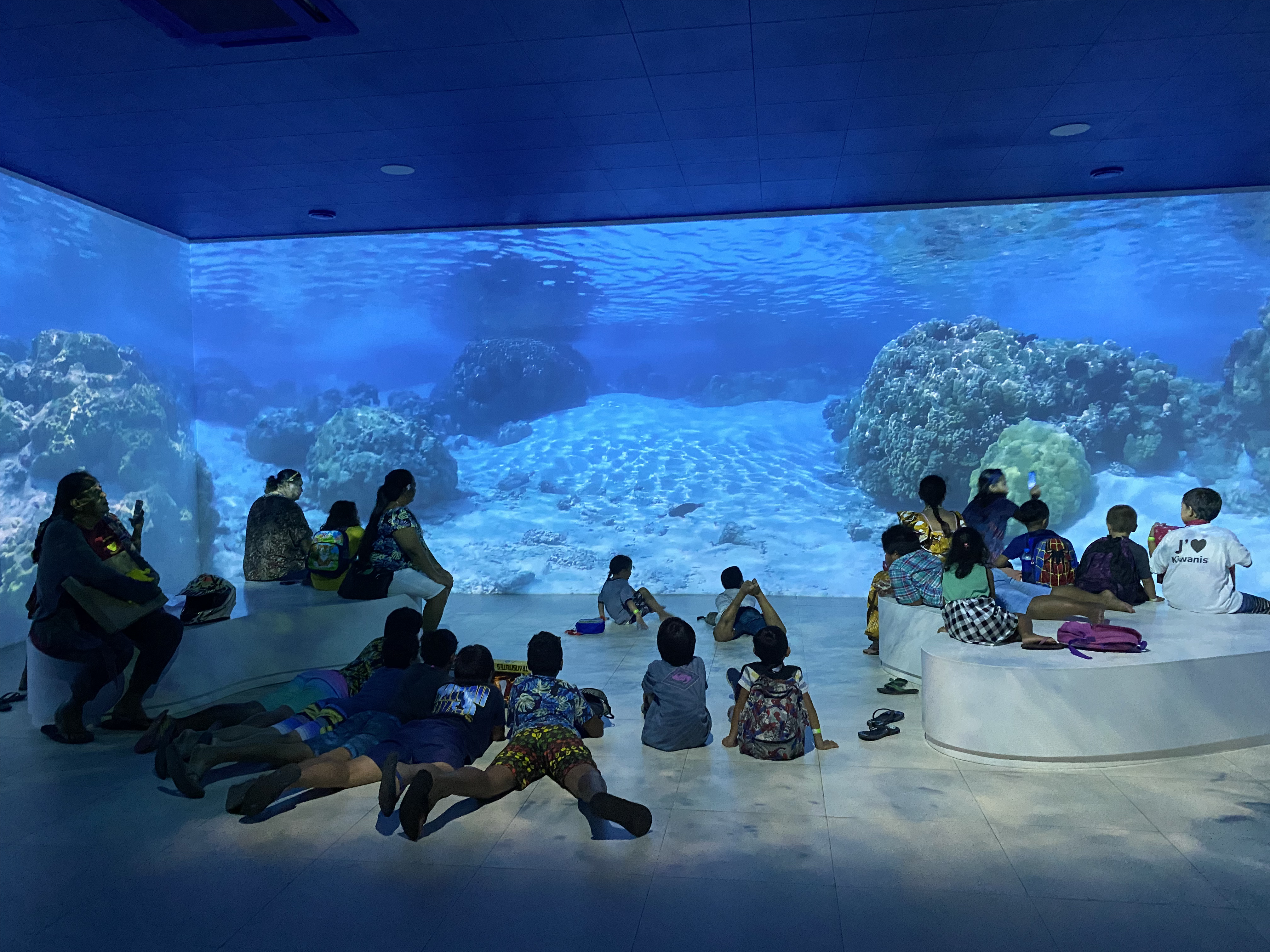
Le Naturascope de l'écomusée Te Fare Natura

Le Naturascope est une salle de cinéma à 270° permettant la projection de films sous-marins avec un rendu similaire à celui de casques d'immersion. Les images présentées ont été tournées à Moorea, Tahiti et Fakarava.